# Pompeu de Sousa
Roberto Pompeu de Sousa Brasil (Redenção, 23 de março de 1914 - Brasília, 11 de junho de 1991) foi um jornalista, professor e político brasileiro.

## Jornalista
Membro de família ligada a política no estado do Ceará, é bisneto de Tomás Pompeu de Sousa Brasil. Formou-se em Sociologia e Psicologia pela então Universidade do Brasil.
No Diário Carioca suas inovações como a introdução do lead, a pirâmide invertida e a elaboração de um manual de redação, contribuíram para a modernização do jornalismo brasileiro. Lecionou na Faculdade Nacional de Filosofia no primeiro curso de jornalismo, juntamente com Danton Jobim, com quem trabalhava no Diário Carioca.
Foi secretário de imprensa do primeiro-ministro Tancredo Neves. Convidado por Darcy Ribeiro, ajudou na criação da Faculdade de Comunicação da Universidade de Brasília, da qual seria professor. Com a instauração do Ditadura militar no Brasil, em 1964, foi demitido da Universidade. Na década de 1970, foi diretor da Editora Abril.

## Político
Assumiu em 1985 a Secretaria de Educação e Cultura do Distrito Federal. No ano seguinte, na primeira eleição direta realizada em Brasília, elege-se Senador pelo PMDB com 92.694 votos. Como terceiro colocado das três vagas disponibilizadas, seu mandato seria de quatro anos. Tentou a reeleição em 1990 mas não logrou êxito.
Escreveu a coletânea "Bilhetinhos a Jânio".